# 德莱库拉的房子
《德莱库拉的房子》（英語：House of Dracula）是美国的一部恐怖片，由环球影业于1945年发行。《德莱库拉的房子》是《科学怪人之家》的续集，并继续将环球影业三个著名角色狼人、科學怪人和德拉库拉融合。小隆·查内、约翰·卡拉丁、简·亚当斯等参与演出。

## 演员
- 约翰·卡拉丹 饰演 德拉库拉
- 小朗·钱尼 饰演 狼人
- 翁斯洛·史蒂文斯 饰演 Franz Edelmann博士
- Martha O'Driscoll 饰演 Milizia Morelle
- 波尼·亚当斯 饰演 Nina
- 莱昂内尔·阿特威尔 饰演 Inspector Holtz警察
- 葛兰·斯曲戒 饰演 怪物